# Мит о потопу
Мит о великом потопу се налази у предањима многих народа, између осталог у сумерском Епу о Гилгамешу, грчком Деукалиону и јеврејском предању о Нојевој барци, индијском спису Махабхарата, библији.
Нојев потоп је по јудејско-хришћанском учењу сачуваном у Старом завету (Ис 54,9), „послан Богом на грешну земљу и потопио грешни род људски да би се спасло само осам душа смештених у ковчегу (лађи)“.
„Господ је затворио врата ковчега, после чега, 600. године Нојевог живота, 17. дана другога месеца, развалише се сви извори великог бездана, и отворише се уставе небеске, и удари дожд на земљу за 40 дана и отворише се уставе небеске“ (Постање 7,11-12).
У време око 3246. године п. н. е по библијским изворима: Вода је лила пет месеци и покрила брда за 15 лаката. После тога вода је почела опадати, и у 18. дан седмог месеца ковчег се зауставио на планини Арарат.
Тек после три месеца појавила се површина планинских висова, и након 40 дана Ноје је пустио голуба да сазна у којем је стању вода – три пута, који је најзад донео маслинову гранчицу (данас симбол мира), што је Ноју био знак да може изаћи са људима и животињама (свака врста је била заступљена), а то се догодило 601. године Нојевог живота, на дан нове године, а у 27. дан другога месеца.
Ноје је изашао са својима домаћим и принео жртву благодарности. У знак завета између Бога и земље Бог је дао на небу дугу (Постање 6,8) Сведочанства која потврђују овај догађај и његов значај налазе се код Мт 24,37; Лк 17,27; 1 Пт 3,20; 2 Пт 3,6.

## Датирање потопа
У доба просветитељства идеја Великог потопа, превазилази оквире традиције, и добија релевантнан значај за науку. Пре појаве Дарвинове теорије еволуције, многе промене у природи научно су објашњаване теоријом катастрофе. Посебно, француски природњак и зоолог Жорж Кивје је објашњавао нестанак многих врста животиња и промене у природи након великог потопа. Француски историчар Никол Антуан Боуланж је објаснио како су велике бујице промениле површину Земље, и описао многе верске ритуале који гаје сећање на ову глобалну катастрофу.
Црно море, је по Рајан-Питмановој теорији црноморског потопа почетком VI миленијума п. н. е., односно пре потопа било слатководно језеро.
Прича о Потопу је уобичајена у традицији многих народа који живе на различитим странама света. Реконструкција апсолутне старости великих природних катастрофа дају приближно сличне резултате који се крећу од 7 до 10 хиљада година п. н. е. Палеогеографија даје податке да је последња глацијација (Отапање леда у Северној Америци) на северној хемисфери нестали од 8 до 10 хиљада година п. н. е.
Руски научник палеогеограф, водећи истраживач на Институту за географију, РАН др Андреј Чепаљига предводио је дуготрајна истраживања на простору Црноморско-Каспијског региона и дешавања у ери велике глацијације у периоду од 6-10 хиљада године п. н. е. Према његовим анализама геолошки докази показују приморске седименти потопних котлина и остатке палеолошких насеља у њима. Њихова детаљна анализа, укључујући литолошке, минеролошке, геохемијске показатеље, као и изотопе састава падавина и фосила омогућава да ањ реконструише препотопско окружење, састав воде и след догађаја. Епицентар Потопа је по њему древно Каспијско море. Ту је била фокусирана већина поплава, а вишак воде се излио у Црно море. Као резултат потопа, Каспијско море се прелило на површини од око милион km², а са Арал-Сарикамиског базена њене воде премашиле су 1,1 милиона km², што је 3 пута више него савремено Каспијско море. Обим нагомиланих водених маса (130 хиљада мм3) премашио је савремени више од 2 пута.
О Великом потопу осим Библије и савремених истраживања сведоче још и списи пронађени на просторима:
- Вавилоније
- Палестине
- Сирије
- Јерменије
- Фригије
- Индије
- Бурме
- Вијетнама
- Кине
- Аустралије

на многим острвима (Индонезија, Филипини, Андаманска острва, Тајван, Камчатска област, Нове Гвинеје Микронезија и Полинезија);
Међу многим индијанским племенима од Огњене земље до Аљаске.
У Кини су пронађени трагови великог потопа стари око 4 хиљаде година.